# Champsodon sagittus
Champsodon sagittus és una espècie de peix marí pertanyent a la família dels campsodòntids i a l'ordre dels perciformes.

## Etimologia
Champsodon prové dels mots grecs champso (cocodril, depredador voraç) i odous (dents), mentre que sagittus (sageta) fa referència al seu allargat i estret cos, i, també, a la seua símfisi premaxil·lar punxeguda.

## Descripció
El cos, allargat, fa 7,7 cm de llargària màxima. 4-6 espines i 18-23 radis tous a les dues aletes dorsals i 16-21 radis tous a l'anal. Aleta caudal forcada. 12-16 radis tous a les aletes pectorals i 1 espina i 5 radis tous a les pelvianes. 29-33 vèrtebres. 12-14 branquiespines. Primer arc amb dues branquiespines en el membre superior. Dues línies laterals contínues.

## Alimentació
El seu nivell tròfic és de 3,24.

## Hàbitat i distribució geogràfica
És un peix marí, demersal (entre 0 i 433 m de fondària) i de clima subtropical, el qual viu a l'Índic sud-oriental i el Pacífic occidental: el talús continental de les illes Filipines, Indonèsia i Austràlia (Austràlia Occidental).

## Observacions
És inofensiu per als humans i el seu índex de vulnerabilitat és baix (10 de 100).